# Верхнее Аврюзово
Верхнее Аврюзово (баш. Үрге Әүрез), Аврюзбаш — деревня в Нижнеаврюзовском сельсовете муниципального района Альшеевский район Республики Башкортостан России.
В черте деревни в р. Аврюз (Верхний Аврюз) впадает р. Ишма.

## Население
| 2002 | 2009 | 2010 |
| ---- | ---- | ---- |
| 124  | ↗128 | ↘99  |

Согласно переписи 2002 года, преобладающая национальность — татары (88 %).

## Географическое положение
Расстояние до:
- районного центра (Раевский): 31 км,
- центра сельсовета (Нижнее Аврюзово): 6 км,
- ближайшей железнодорожной станции (Шафраново): 8 км.

## История
В «Списке населенных мест по сведениям 1870 года», изданном в 1877 году, населённый пункт упомянут как деревня Верхняя Аврюзова (Аврюз-баш) 1-го стана Белебеевского уезда Уфимской губернии. Располагалась при речке Аврюзе, влево от реки Демы до границы 2-го стана и правой стороны Стерлитамакского тракта, в 60 верстах от уездного города Белебея и в 30 верстах от становой квартиры в деревне Менеуз-Тамак. В деревне, в 91 дворе жили 565 человек (282 мужчины и 283 женщины, в том числе башкиры: 277 мужчин и 278 женщин, татары: 5 мужчин и 5 женщин), были мечеть, 3 водяных мельницы. Жители занимались пчеловодством и плетением лаптей.